# Ioan Ciofu
Pas d'image ? Cliquez ici

a Compétitions nationales et continentales officielles uniquement.

b Matchs officiels uniquement.
Dernière mise à jour le 8 juillet 2018.
Ioan Ciofu, né le 1er janvier 1978 à Hârlău (Roumanie), est un joueur roumain de rugby à XV évoluant au poste de deuxième ligne (2,02 m pour 117 kg).

## Carrière

### En club
- CSA Steaua Bucarest
- Rugby Club Cannes Mandelieu : 2002-2003
- CS Lons Jura : 2003-2005
- FC Grenoble : 2005-2007
- RC Chalon : 2007-2010
- USO Nevers : 2010-2012

### Enéquipe de Roumanie
- Ioan Ciofu a connu sa première sélection le 18 novembre 2000 contre l'Italie.

## Statistiques en équipe nationale
- 3 sélections
- Sélections par année : 1 en 2000, 1 en 2001, 1 en 2003.